# Michael Mørkøv
Michael Mørkøv, född 30 april 1985 i Kokkedal, är en professionell dansk tävlingscyklist på landsväg och bancykling. Han tävlar sedan säsongen 2018 för det belgiska UCI ProTour-stallet Soudal Quick-Step.
Han blev silvermedaljör, tillsammans med Casper Jørgensen, Jens-Erik Madsen och Alex Rasmussen, i de Olympiska sommarspelens lagförföljelse 2008. Senare samma vecka försökte Mørkøv tillsammans med Alex Rasmussen att ta medalj i madison, men de misslyckades och slutade på en sjätte plats. Vid de olympiska cykeltävlingarna 2021 i Tokyo tog han guld i madison tillsammans med Lasse Norman Hansen.
Vid OS 2024 tog han brons i madison tillsammans med Niklas Larsen.
Michael Mørkøv började sin karriär i det danska stallet GLS 2005 och han fortsatte med stallet till slutet av säsongen 2008 när det danska UCI ProTour-stallet Team Saxo Bank valde att anställa honom.

## Karriär

### 2005
Michael Mørkøv blev kontrakterad av det danska stallet GLS inför säsongen 2005. Under året vann han U23-tävlingen UIV Cup tillsammans med Marc Hester. Han slutade tvåa i nationsmästerskapens madison tillsammans med Hester, medan Alex Rasmussen och Michael Berling vann tävlingen. Under säsongen började Michael Mørkøv och Alex Rasmussen tävla tillsammans i madison under internationella tävlingar, bland annat slutade de tvåa i världscupen i Sydney i madison bakom de ukrainska cyklisterna Volodymyr Rybin och Dmytro Grabovskyj. I nationsmästerskapens lagtempolopp på landsväg slutade Mørkøv tillsammans med Kristoffer Gudmund Nielsen och Kasper Jebjerg etta. Han fortsatte därpå delta i UIV Cup i Bremen, Stuttgart, Berlin och Köpenhamn, tillsammans med Marc Hester och de vann tävlingarna i Stuttgart och Berlin. I slutet av oktober vann han och Hester UIV Cupen i Amsterdam för U23-cyklister.
Tillsammans med Alex Rasmussen vann han de europeiska U23-mästerskapens madisonlopp. 

### 2006
Den första segern under säsongen 2006 kom under de danska nationsmästerskapen när Michael Mørkøv vann madison tillsammans med Alex Rasmussen. Senare under året kördes de danska nationsmästerskapen på bana i bland annat lagförföljelse och poängtävling. Mørkøv vann poängtävlingen och slutade trea i scratch och lagförföljelse (tillsammans med Mikkel Schiøler, Christian Ranneries och Morten Øllegaard. Under året slutade han tvåa, tillsammans med Kristoffer Gudmund Nielsen och Kasper Jebjerg, i de danska nationsmästerskapens lagtempolopp efter Martin Mortensen, Christian Knørr och Michael Færk Christensen.
Tillsammans med Jens-Erik Madsen, Alex Rasmussen och Casper Jørgensen vann han lagförföljelse i världscupsloppet i Sydney. Han vann också madison med Rasmussen.
I maj 2006 blev han tvåa på etapp 1 av Olympia's Tour efter den slovenska cyklisten Borut Bozic.
I juli var det dags för de europeiskamästerskapen för U23-cyklister och Michael Mørkøv slutade trea i poängtävlingen bakom Ivan Rovnyj och Niki Terpstra. 
På Grenobles sexdagars slutade Mørkøv och Rasmussen tvåa bakom Alexander Aeschbach/Franco Marvulli. Under slutet av året åkte det danska laget tillbaka till Sydney och Michael Mørkøv, Casper Jørgensen, Jens-Erik Madsen och Alex Rasmussen slutade tvåa i lagförföljelse bakom det ryska laget, som bestod av Michail Ignatjev, Nikolaj Trusov, Aleksandr Serov och Ivan Rovnyj. Rasmussen och Mørkøv slutade tvåa i madison bakom Ignatjev och Trusov.
Den 17 december slutade Mørkøv och Rasmussen trea i madison i världscuptävlingarna i Moskva bakom nederländarna Jens Mouris/Danny Stam och ryssarna Konstantin Ponomarjev/Aleksej Sjmidt.

### 2007
Michael Mørkøv slutade trea i Zürichs sexdagars, en tävling som han körde tillsammans med den nederländska cyklisten Danny Stam. Han fortsatte vidare till Los Angeles där han slutade tvåa i lagförföljelse, tillsammans med landsmännen Jens-Erik Madsen, Alex Rasmussen och Casper Jørgensen. En dag därpå blev han segrare i madison tillsammans med Rasmussen.
Casper Jørgensen, Jens-Erik Madsen, Michael Mørkøv och Alex Rasmussen blev bronsmedaljörer i världsmästerskapens lagförföljelselopp, i Palma de Mallorca, efter Storbritannien och Ukraina.
Under landsvägssäsongen slutade Michael Mørkøv tvåa i Flandern runt för U23-cyklister efter den moldaviska cyklisten Aleksandr Pliuşkin. I maj slutade han tvåa på etapp 3 av Olympia's Tour efter Jos Pronk. Han slutade trea på etapp 1 av GP Tell i augusti 2007.
I oktober 2007 startade nationsmästerskapen på bancykling. Michael Mørkøv slutade trea i lagförföljelse tillsammans med Christian Ranneries, Marc Hester och Mikkel Schiøler. Han slutade tvåa i poängtävlingen bakom Alex Rasmussen. I slutet av månaden vann Michael Mørkøv och Rasmussen Grenobles sexdagars framför Dimitri De Fauw/Alexander Aeschbach och Jérôme Neuville/Marco Villa.
I december slutade Michael Mørkøv och Alex Rasmussen trea i madison när världscupen kom till Sydney. Väl tillbaka i Danmark vann han madison med Rasmussen i nationsmästerskapen.

### 2008

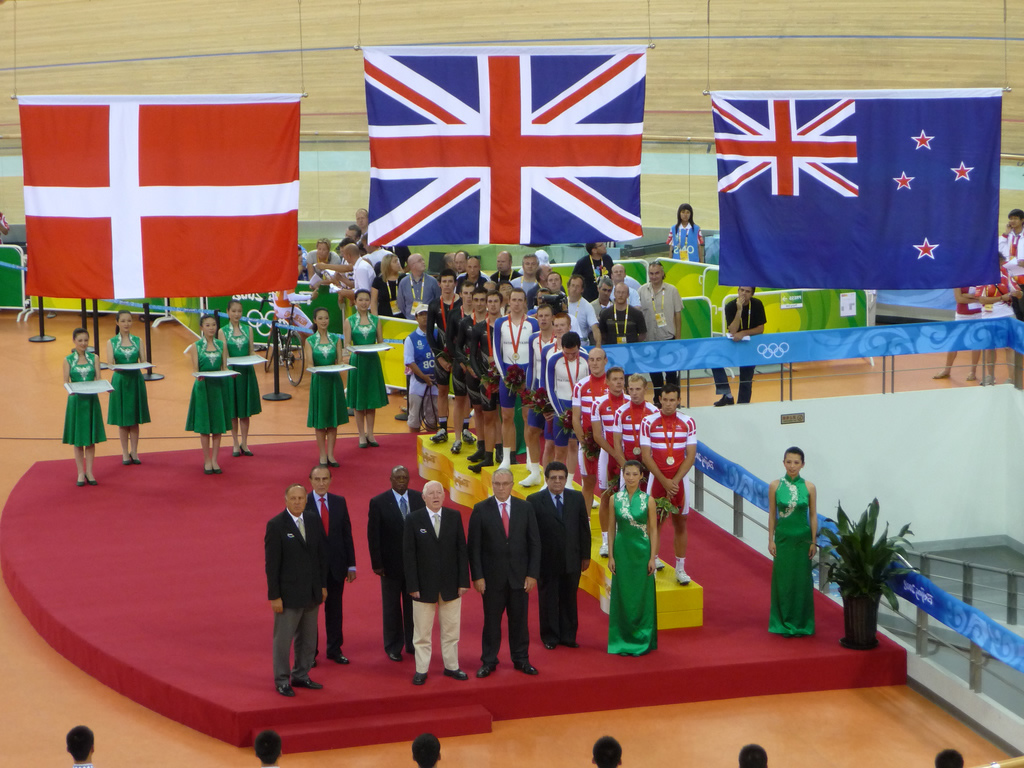
Tillsammans med Casper Jørgensen, Jens-Erik Madsen och Alex Nicki Rasmussen tog Michael Mørkøv silvermedalj i de Olympiska sommarspelens lagförföljelselopp

Det stora målet under säsongen 2008 var att få en plats till de Olympiska sommarspelen 2008 och att försöka ta en medalj under tävlingen.
Året startade med en tredje plats i Zürichs sexdagars, innan det blev dags att åka till Los Angeles, där Michael Mørkøv slutade på en andra plats i lagförföljelse och madison tillsammans med sina danska lagkamrater. I Köpenhamns sexdagars slutade han tillsammans med Alex Rasmussen tvåa bakom schweizarna Bruno Risi och Franco Marvulli. Mørkøv vann tillsammans med Rasmussen madison i världscuptävlingen i Ballerup Super Arena, Köpenhamn, och slutade tvåa i lagförföljelse tillsammans med Rasmussen, Jens-Erik Madsen och Casper Jørgensen, där de också satte danskt rekord, men efteråt var Mørkøv fortfarande inte nöjd då han inte ansåg att han hade hjälpt till tillräckligt under loppet. I världsmästerskapen i Manchester i mars slutade Mørkøv och Rasmussen trea bakom paren Mark Cavendish/Bradley Wiggins och Roger Kluge/Olaf Pollack.
Den 16 februari 2009 vann han etapp 2 av den sydafrikanska landsvägstävlingen Giro del Capo framför irländaren David O'Loughlin. Senare under året vann han tillsammans med Brian Bach Vandborg, Jacob Moe Rasmussen, Casper Jørgensen, Kristoffer Gudmund Nielsen och Morten Birck Reckweg de danska nationsmästerskapens lagtempolopp. Han slutade också trea på etapp 2 av Tour of Qinghai Lake efter Kristjan Fajt och Hossein Askari.
I augusti 2008 blev det slutligen dags för de Olympiska sommarspelen i Peking. Michael Mørkøv deltog i madison, tillsammans med Alex Rasmussen, och i lagförföljelse, tillsammans med Rasmussen, Jens-Erik Madsen och Casper Jørgensen. Det blev en silvermedalj i lagförföljelse bakom det brittiska laget, bestående av Edward Clancy, Paul Manning, Geraint Thomas och Bradley Wiggins. Men det blev bara en sjätte plats i madison.
Åter tillbaka i hemlandet Danmark slutade han tvåa i omnium på Cup Danmark 2008 i Århus, innan han vann samma tävling i Ballerup. Han slutade tvåa på Duo Normand, tillsammans med Casper Jørgensen, medan segern gick till de danska cyklisterna Martin Mortensen och Michael Tronborg Kristensen.
Nationsmästerskapen inom bancykling gick av stapel i oktober. I lagförföljelse vann Michael Mørkøv tillsammans med Jacob Moe Rasmussen, Nikola Aistrup och Casper Jørgensen. Han vann också poängloppet och tävlingen i scratch.
De europeiska mästerskapen startade några dagar därpå och han slutade trea i derny bakom Matthé Pronk och Aleksej Markov. Tillsammans med Casper Jørgensen blev det en silvermedalj i madison bakom belgarna Iljo Keisse och Kenny De Ketele.
Michael Mørkøv vann tillsammans med Alex Rasmussen Grenobles sexdagars innan de slutade tvåa i tävlingen i Dortmunds sexdagars. Alex Rasmussen och Michael Mørkøv blev i december segrare av nationsmästerskapens madisonlopp.

### 2009
Inför säsongen 2009 blev Michael Mørkøv och Alex Rasmussen kontrakterade av det danska UCI ProTour-stallet Team Saxo Bank.
Säsongen 2009 startade med att Michael Mørkøv och Alex Rasmussen vann Köpenhamns sexdagars. De tog guldmedaljen i madison under världsmästerskapen 2009 framför Leigh Howard / Cameron Meyer och Martin Bláha / Jiri Hochmann.
Inom landsvägscyklingen slutade dansken på sjunde plats på Châteauroux-Classic de l'Indre bakom Jimmy Casper, Romain Feillu, Anthony Ravard, Cyril Lemoine, Danilo Hondo och Stéphane Bonsergent.
Michael Mørkøv och Alex Rasmussen slutade på silverplats på Münchens sexdagars bakom Franco Marvulli / Bruno Risi. Danskarna vann Gents sexdagars.

## Privatliv
Michael Mørkøv är äldre bror till Jesper och Jacob Mørkøv

## Stall
- 2005-2008 Team GLS
- 2009- Team Saxo Bank